# La revolta dels ocells
La revolta dels ocells (títol original en castellà La rebelión de los pájaros) és una pel·lícula espanyola del 1982 escrita i dirigida per Lluís Josep Comeron i Martín, qui la considerava "estrictament ecològica". Fou produïda per Pepón Coromina, protagonitzada per Jorge Sanz i Assumpta Serna i amb música del grup infantil Regaliz. Ha estat doblada al català.

## Argument
Els ocells de Barcelona o moren o fugen de l'aire contaminat de la ciutat, cosa que desespera els ecologistes i els venedors de la Rambla. Un grup de nens decideixen dur a terme una protesta ecològica per millorar la qualitat de l'aire i que així puguin tornar.

## Repartiment
- Jorge Sanz - Álex
- Assumpta Serna - Teresa
- Montserrat Carulla - Mare
- Alfred Lucchetti - Pare
- Jaume Sorribas - Professor
- Carles Velat - Secretari del pare d'Alex
- Rafael Anglada - Avi

## Producció
La pel·lícula fou rodada a Barcelona sota la producció de Pepón Coromina amb la participació del grup musical infantil Regaliz, intentant aprofitar l'èxit assolit pel grup similar Parchís. Els membres de Regaliz hi actuaren i formaren part de la banda sonora.

## Recepció
Va guanyar el gran premi Grifó d'Or al XII Festival de Cinema de Giffoni del 1982, festival de referència del cinema per a nens i joves patrocinat pel Parlament Europeu, i fou elogiada per François Truffaut, que hi era present.